# Беттс, Альберт
Альберт Эдвард Беттс (англ. Albert Edward Betts; 8 февраля 1888, Бирмингем, Уорикшир — 13 февраля 1924, Лондон) — британский гимнаст, бронзовый призёр летних Олимпийских игр 1912 года в командном первенстве. Участвовал также в командных соревнованиях на летней Олимпиаде 1920 года, занял 5-е место в составе команды Великобритании.